# Ansgar-Säule

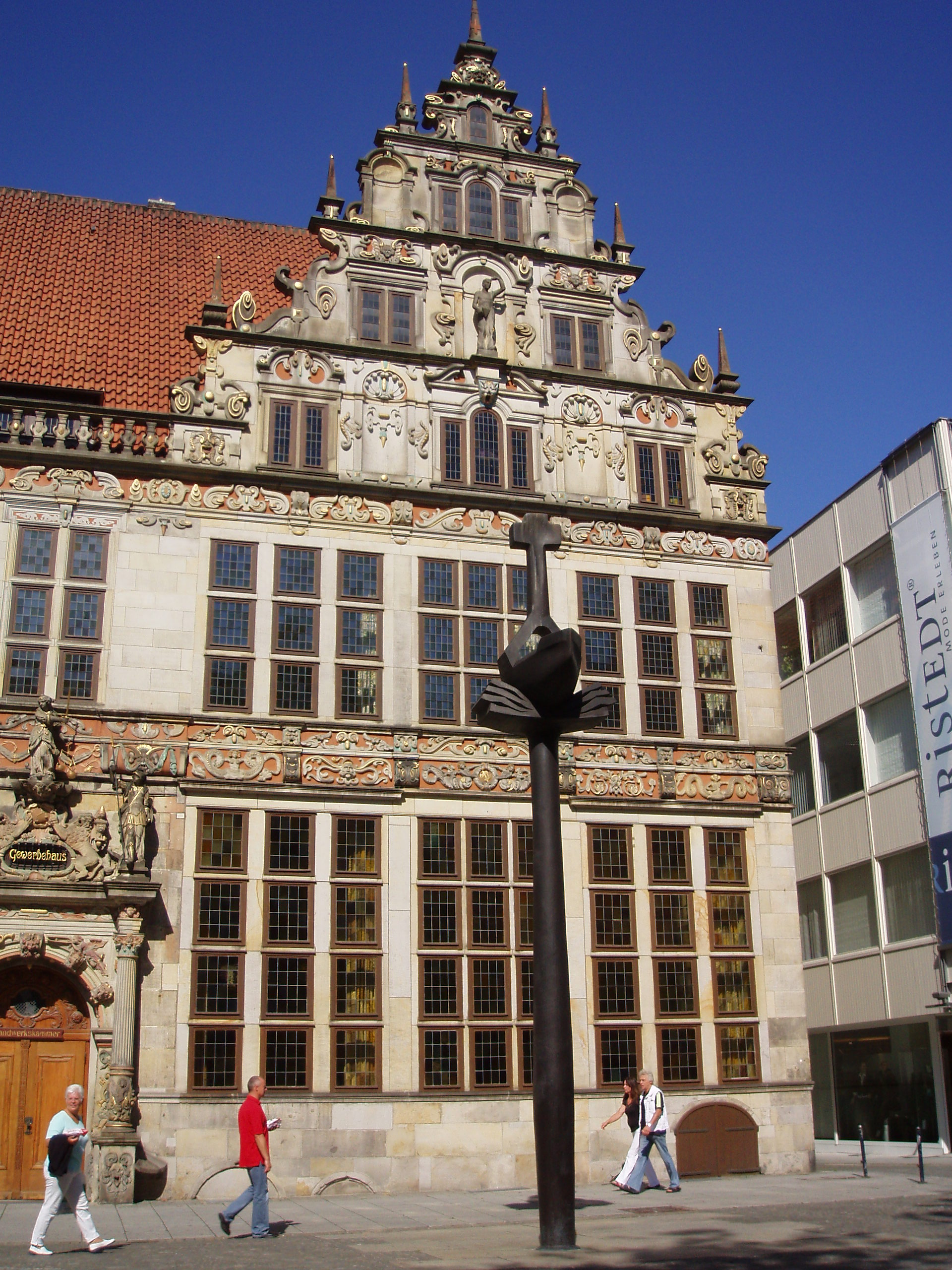
Ansgarsäule vor dem Gewerbehaus

Die Ansgar-Säule ist ein Bronzedenkmal in Bremen-Mitte, auf dem Ansgarikirchhof an der Obernstraße. Sie wurde 1965 aufgestellt und wird in der Liste der Denkmale und Standbilder der Stadt Bremen geführt.

## Die Denkmale

### Ansgar-Denkmal von 1865
Das erste Ansgar-Denkmal „Ansgar und der erlöste Heide“ wurde zum 1000. Todestag von Erzbischof Ansgar vom Künstlerverein in Bremen gestiftet und 1865 nach einem Entwurf des Bremer Bildhauers Carl Steinhäuser (1813–1879) aus Marmor gefertigt und aufgestellt. Eine Inschrift an dem Sandsteinsockel lautete: „Sanctus Ansgarius. Pugil fortis in acie gentes Deo sanctificans in viam coelicam duxit. Ex hymno antiquo“. (‚Der starke Streiter, der in der Schlacht die Heiden zu Gott führt, hat sie auf den Weg zum Himmel gebracht.‘)
Dieses Denkmal wurde 1944 durch den einstürzenden Turm der Ansgarii-Kirche zerstört.

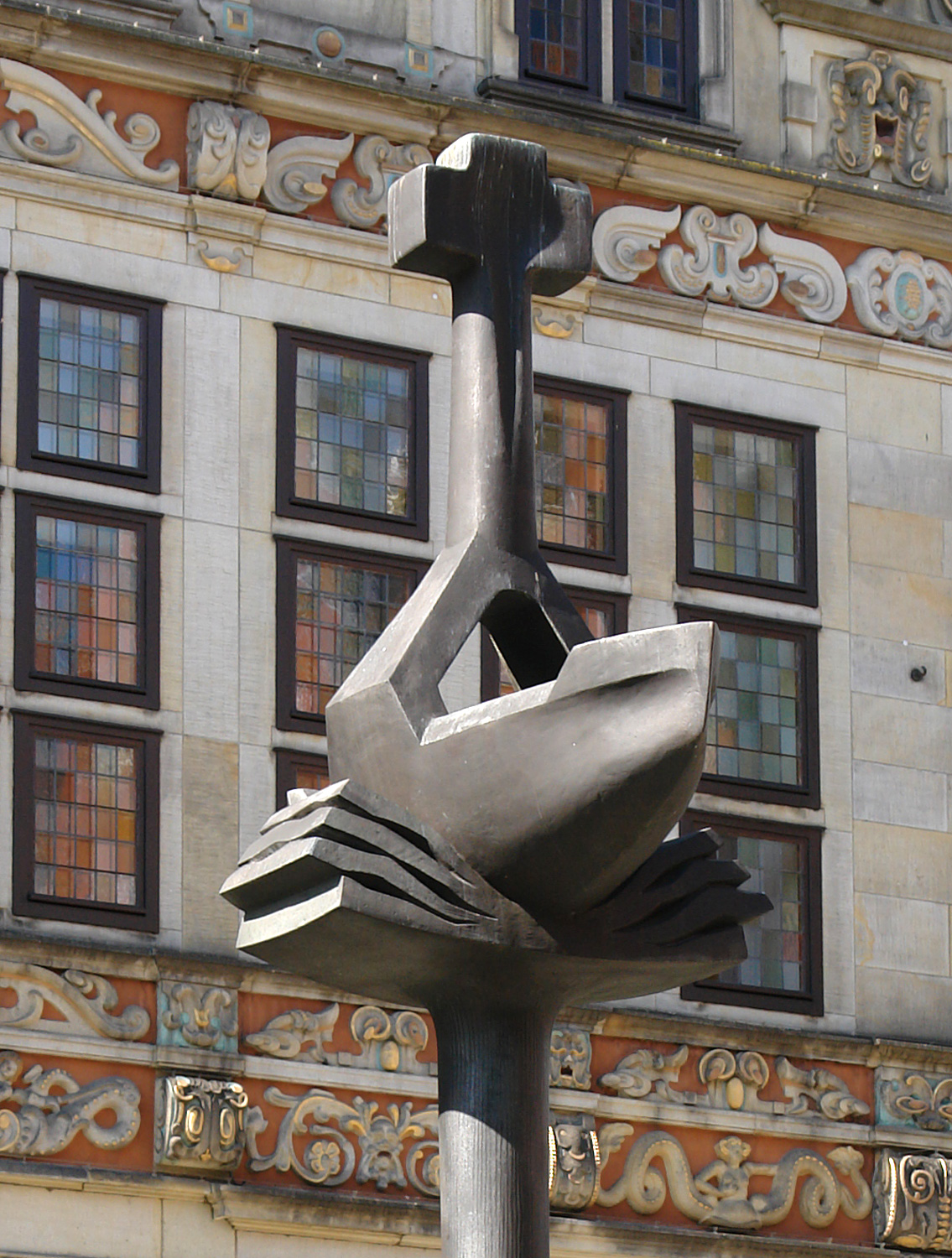
Detail der Ansgar-Säule

### Ansgar-Säule von 1965
Das zweite Denkmal, die Ansgar-Säule, wurde 1965 zu Ehren des 1100. Todestags des Heiligen St. Ansgar und zur Erinnerung an die 1944 zerstörte St. Ansgarii-Kirche vor dem Gewerbehaus Bremen nach einem Entwurf des Kölner Bildhauers Kurt-Wolf von Borries (1928–1985) aus Bronze gefertigt und aufgestellt. Auf einer Säule, die mit einem Kreuz abschließt, liegt die Bibel und darüber der Rumpf eines Schiffs: Bibel, Schiff und Kreuz, die Symbole der Mission Ansgars. Zugleich erinnert das Denkmal an den Verlust der Kirche.

## Bedeutung
Die Säule erinnert an Ansgar und die St.-Ansgarii-Kirche:

### Ansgar
Ansgar von Bremen (801–865) war nach 831 Erzbischof von Hamburg und Bremen und als päpstlicher Legat Missionsbischof für Skandinavien („Apostel des Nordens“). Ansgar verlegte 848/849 seinen Sitz nach Bremen. Er war Patron der historischen Bistümer Bremen und Hamburg und er galt als Schutzpatron der Reisenden, beim Denkmal symbolisiert durch das Schiff.

### Die St.-Ansgarii-Kirche

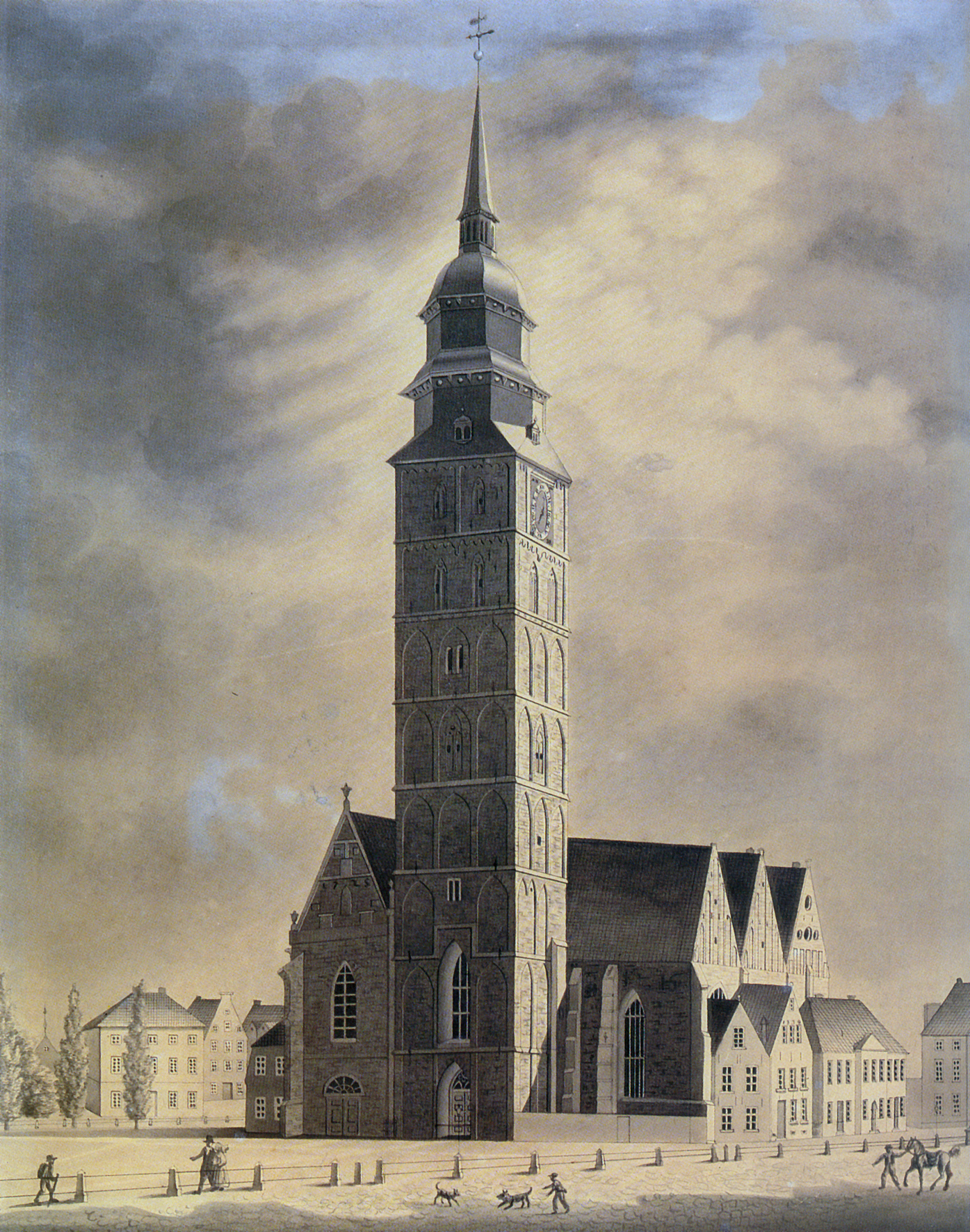
St. Ansgarii Kirche um 1839

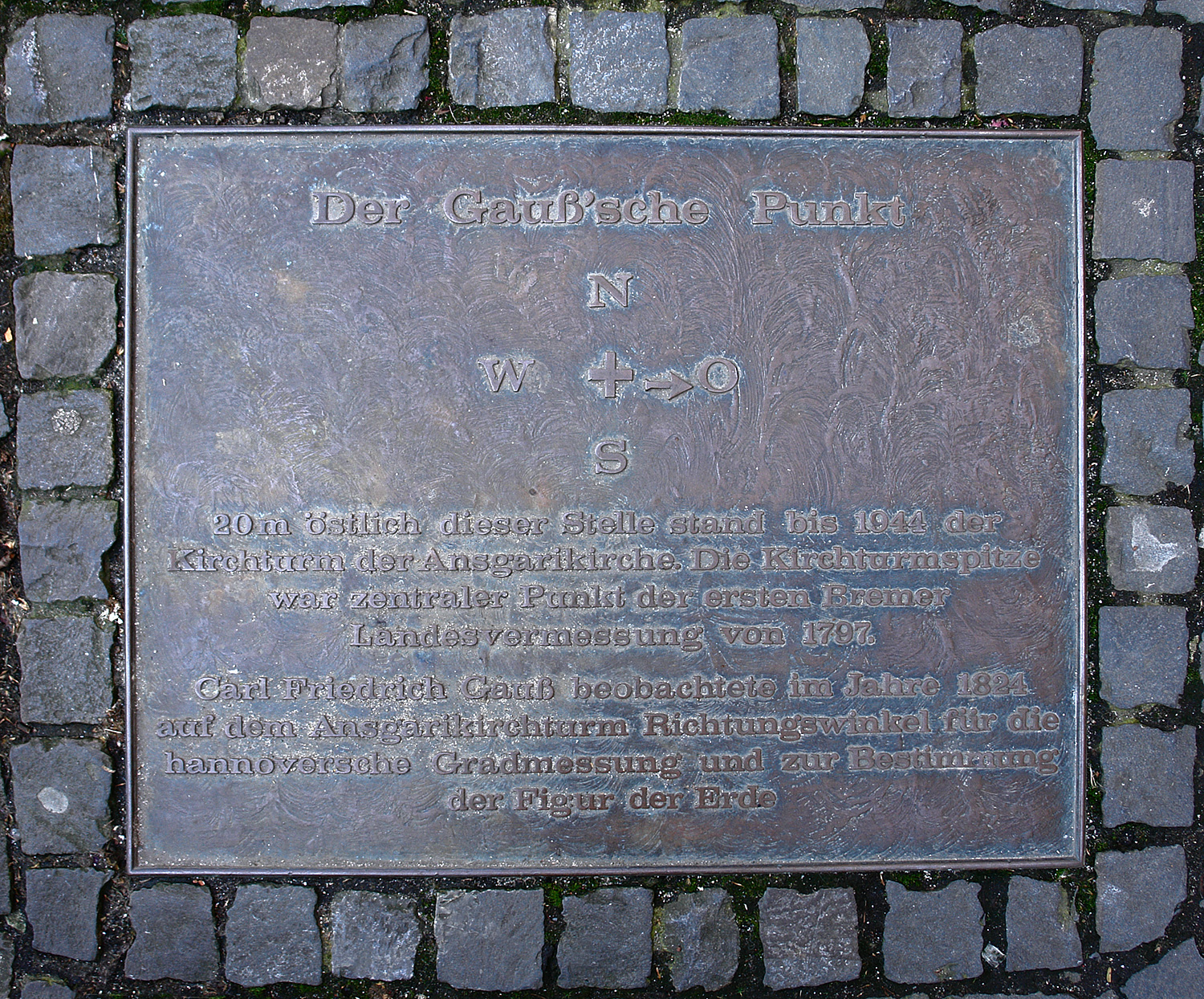
Platte

Die aus dem 13. Jahrhundert stammende St.-Ansgarii-Kirche in Bremen wurde nach Ansgar benannt. St. Ansgarii war jahrhundertelang Mittelpunkt eines der vier bremischen Kirchspiele bzw. Stadtviertel, die seit 1230 den Rath der Stadt und von 1398 bis 1849 einen der vier Bremer Bürgermeister stellten. Die gotische Kirche mit ihrem 118 Meter hohen Turm, war ein wesentliches Element der Stadtsilhouette. Sie wurde 1943 im Zweiten Weltkrieg schwer beschädigt, der Turm stürzte 1944 in das Mittelschiff und in den 1950er Jahren wurden die Reste abgerissen.
Eine Platte auf der südöstlichen Ecke des Platzes weist auf den Ort der Turmspitze hin, welchen u. a. Carl Friedrich Gauß als Vermessungspunkt genutzt hat.